# Aeolagrion inca
Aeolagrion inca är en trollsländeart som först beskrevs av Selys 1876.  Aeolagrion inca ingår i släktet Aeolagrion och familjen dammflicksländor. Inga underarter finns listade i Catalogue of Life.